# Euxoa vinosa
Euxoa vinosa là một loài bướm đêm trong họ Noctuidae.